# Chlamydera nuchalis
El pergolero grande (Chlamydera nuchalis) es una especie de ave paseriforme de la familia Ptilonorhynchidae, perteneciente al género Chlamydera.

## Localización
Se los encuentra en los bosque, manglares y en las márgenes de los bosques de Australia.

## Características
La característica principal de esta ave es su pequeña cresta de color rosa detrás de su cabeza, miden hasta 38 centímetros de largo.

## Subespecies
- Chlamydera nuchalis nuchalis (Jardine & Selby, 1830)
- Chlamydera nuchalis orientalis (Gould, 1879)
- Chlamydera nuchalis melvillensis
- Chlamydera nuchalis oweni
- Chlamydera nuchalis yorki